# Йован Павлов
Йован Павлов (на македонска литературна норма: Jован Павлов) е офицер, генерал-майор от Югославската народна армия.

## Биография
Роден е на 28 декември 1935 г. в неготинското село Пепелище, тогава в Кралство Югославия, в семейството на Живко и Николина. През 1948 г. завършва основно образование в родното си село, а през 1951 г. и гимназия. През 1954 г. е завършил подофицерска пехотна школа. От 1954 до 1956 г. е командир на отделение, а от 1956 до 1958 г. е командир на взвод. Между 1958 и 1962 г. учи във Военната академия на Сухопътните войска на ЮНА. В периода 1962 – 1966 г. е командир на взвод с офицерски чин. От 1966 до 1972 г. е командир на Рота. През 1972 г. завършва Висшата военна академия. След това до 1977 г. е командир на батальон. Между 1977 и 1980 г. е командир на полк. През 1980 г. завършва Школа за народна отбрана. В периода 1980 – 1984 г. е командир на бригада. От 1984 до 1986 г. е началник на 13-а оперативна група. Между 1986 и 1987 г. е командир на втора пролетарска дивизия. След това до 1988 г. е началник-щаб на 21-и корпус на ЮНА. Между 1988 и 1991 г. е командир на 31-и корпус на ЮНА. През 1991 г. е командир на 14-и корпус в Любляна, с който участва между юни и ноември 1991 г. във военните действия по време на Десетдневната война в Словения. От 1991 до 1992 г. е началник на Управлението на пехотата. През август 1992 г. излиза в запаса.

## Военни звания
- Подпоручик (1962)
- Поручик (1965)
- Капитан (1967)
- Капитан 1 клас (1970)
- Майор (1973), извънредно
- Подполковник (1977), предсрочно
- Полковник (1982)
- Генерал-майор (1988)

## Награди
- Медал за военни умения, 1965 година
- Орден за военни заслуги със сребърни мечове, 1964 година;
- Орден на Народната армия със сребърна звезда, 1969 година;
- Орден за военни заслуги със златни мечове, 1975 година;
- Орден на Народната армия със златна звезда, 1984 година;
- Орден на братството и единството със сребърен венец, 1989 година.